# Nineta carinthiaca
Nineta carinthiaca är en insektsart som först beskrevs av Hölzel 1965.  Nineta carinthiaca ingår i släktet Nineta och familjen guldögonsländor. Inga underarter finns listade i Catalogue of Life.